# Walter Höfermayer
Walter Höfermayer (7. März 1905 in Wien – 5. Dezember 1973 ebenda) war ein österreichischer Opernsänger der Stimmlagen Bariton und Bassbariton. Er war Ensemblemitglied der Bayerischen Staatsoper in München und der Wiener Staatsoper. Er gastierte mehrfach bei den Salzburger Festspielen und galt auch als exzellenter Operetten-Interpret.

## Leben und Werk
Nach seiner Gesangsausbildung, die er in Wien absolvierte, debütierte Höfermayer 1927 in Eger, heute Cheb in Tschechien. Von 1927 bis 1932 gehörte er dem Stadttheater Teplitz-Schönau an. Seine Ausbildung als Bassbariton setzte er ein Jahr lang fort und bewältigte dann den Umstieg in das Bariton-Fach. Als Bariton war er zwei Spielzeiten am Stadttheater Ulm verpflichtet und danach in der Spielzeit 1934/35 in Oldenburg. Nach neuerlichem Gesangsunterricht bei dem österreichischen Heldenbariton Josef von Manowarda sang er am Opernhaus Zürich, am Stadttheater Aachen und 1938–1939 in Königsberg. 1939 wurde er Ensemblemitglied der Bayerischen Staatsoper und blieb bis zur Theatersperre in München. Von 1945 bis 1954 gehörte er dem Ensemble der Wiener Staatsoper an. In der unmittelbaren Nachkriegszeit – von 1946 bis 1948 – war er als Graf Almaviva in der Hochzeit des Figaro bei den Salzburger Festspielen engagiert. Er sang diese Rolle dort unter Leitung von vier verschiedenen Dirigenten, Felix Prohaska, Josef Krips, Otto Klemperer und Herbert von Karajan. In der Staatsoper übernahm er überwiegend lyrische Partien, 42-mal den Herrn Fluth, 34-mal den Marcello in La Bohème, 30-mal den Ottokar, 26-mal den Sharpless und 20-mal den Escamillo. Er versuchte sich auch in dramatischeren Partien, in jeweils einer einzigen Vorstellung als Rigoletto und als Sebastiano im Tiefland. Außerordentlich beliebt wurde er als Operettendarsteller, als Herzog Adam Kasimir von Polen, Quendel, Graf Homonay, Hades, Dr. Falke und Graf Bitowski.
1954 wechselte er an die Wiener Volksoper, in der er noch bis 1967 auftrat.
In den 1930er Jahren wirkte er in mehreren Tonfilmen mit, auch Opernverfilmungen, und konnte hohe Popularität erreichen.
Sein Grab befindet sich auf dem Neustifter Friedhof.